# Kepa (Fußballspieler)
Kepa (* 3. Oktober 1994 in Ondarroa; voller Name Kepa Arrizabalaga Revuelta) ist ein spanischer Fußballtorhüter. Sein Wechsel zum FC Chelsea mit einer Ablösesumme von 80 Millionen Euro war der bisher teuerste Transfer eines Torhüters.

## Karriere

### Im Verein

#### Anfänge
Kepa begann 2004 bei Athletic Bilbao mit dem Fußballspielen und durchlief fortan alle Jugendmannschaften. In der Saison 2011/12 spielte er bis Ende Januar 2012 in der U18 und anschließend bis zum Saisonende 12-mal für das Farmteam CD Baskonia in der viertklassigen Tercera División. Am vorletzten Spieltag der Primera División stand er unter dem Cheftrainer Marcelo Bielsa erstmals im Spieltagskader der Profimannschaft, wurde aber nicht eingesetzt. In der Saison 2012/13 kam Kepa bis Ende Januar 2013 zu 19 Viertligaeinsätzen für den CD Baskonia und spielte anschließend ab Februar 2013 bis zum Saisonende 7-mal in der zweiten Mannschaft in der drittklassigen Segunda División B. Bei der Profimannschaft saß Kepa in der ersten Saisonhälfte bei 2 Spielen in der Europa League ohne Einsatz auf der Bank. In der Saison 2013/14 folgten 26 Drittligaeinsätze für die zweite Mannschaft und eine Nominierung in den Spieltagskader der Profis in der Liga. In der Saison 2014/15 spielte Kepa erneut regelmäßig für die zweite Mannschaft. Er kam bis zum 4. Januar 2015 auf 17 Drittligaeinsätze.
Am 5. Januar 2015 wechselte der 20-Jährige bis zum Ende der Saison 2014/15 auf Leihbasis in die Segunda División zur SD Ponferradina, für die er in 20 Ligaspielen zum Einsatz kam. Zur Saison 2015/16 wurde er innerhalb der Segunda División an Real Valladolid ausgeliehen. Dort absolvierte Kepa 39 von 42 möglichen Ligaspielen.

#### Durchbruch in Bilbao
Zur Saison 2016/17 kehrte Kepa nach Bilbao zurück und wurde fester Bestandteil der ersten Mannschaft. Am 11. September 2016 debütierte er gegen Deportivo La Coruña in der Primera División. Im Laufe der Saison konnte er in der Liga den langjährigen Stammtorhüter Gorka Iraizoz als Nummer 1 ablösen, während dieser in der Europa League und der Copa del Rey zum Einsatz kam. Über die gesamte Spielzeit kam Kepa auf 23 Ligaeinsätze, wobei er aber auch einige Wochen verletzungsbedingt ausfiel.
In der Saison 2017/18 war Kepa nach dem Abgang von Iraizoz in der Liga und in der Copa del Rey, in der man nach einer Runde ausschied, gesetzt, während in der Europa League sein Ersatzmann Iago Herrerín zum Einsatz kam. Am 22. Januar 2018 verlängerte er seinen Vertrag bis zum 30. Juni 2025, dessen Ausstiegsklausel, die zuvor 20 Millionen Euro gelegen hatte, nun bei 80 Mio. Euro lag. In der Liga kam der zeitweise verletzte Kepa auf 30 Einsätze.

#### Rekordwechsel zum FC Chelsea

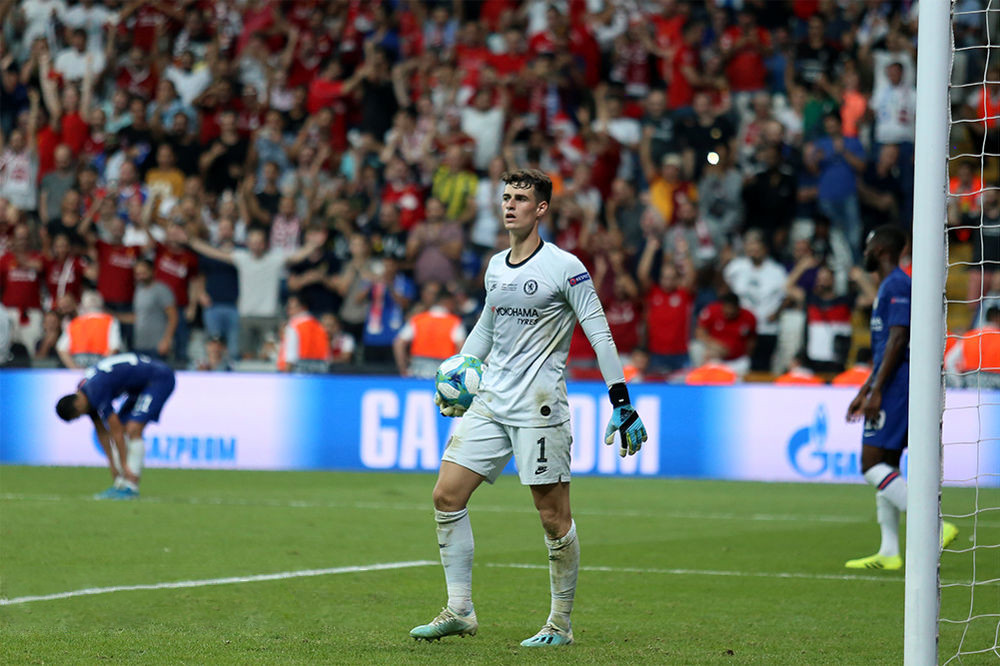
Kepa beim UEFA Super Cup 2019

Zur Saison 2018/19 zog Kepa seine Ausstiegsklausel in Höhe von 80 Millionen Euro und wechselte in die englische Premier League zum FC Chelsea, wodurch er zum bis dahin teuersten Torhüter der Fußballgeschichte wurde. Kepa unterschrieb beim FC Chelsea einen Vertrag mit einer Laufzeit bis zum 30. Juni 2025 und wurde zum Nachfolger des zu Real Madrid gewechselten Thibaut Courtois.
Beim League-Cup-Finale am 24. Februar 2019, das Chelsea im Elfmeterschießen gegen Manchester City verlor, verweigerte der zuvor zweimal wegen einer Verletzung behandelte Kepa unmittelbar vor dem Elfmeterschießen seine Auswechslung gegen Willy Caballero, der bereits für den Wechsel am Spielfeldrand bereitstand. Während der Trainer Maurizio Sarri, der aufgrund des sechsten Tabellenplatzes zu diesem Zeitpunkt in der Kritik stand, die Aktion als „Missverständnis“ bezeichnete, erklärte Kepa, dass es zu keinem Zeitpunkt seine Absicht gewesen sei, den Anweisungen des Trainers nicht Folge zu leisten und er lediglich mitteilen wollte, dass er weiterspielen könne. Kepa erhielt eine Geldstrafe und wurde nach einem Spiel auf der Bank begnadigt. Er absolvierte in seiner ersten Saison 36 Premier-League-Spiele. Im Halbfinale der Europa League hielt er beim Sieg gegen Eintracht Frankfurt im Elfmeterschießen zwei Elfmeter. Das Finale entschied der FC Chelsea gegen den Ligakonkurrenten FC Arsenal für sich, womit Kepa seinen ersten Titel auf Vereinsebene gewann.
Zur Saison 2019/20 wurde Frank Lampard neuer Cheftrainer des FC Chelsea. Im UEFA Super Cup musste man sich zum Beginn der Saison dem Champions-League-Sieger FC Liverpool im Elfmeterschießen geschlagen geben, in dem Kepa keinen gegnerischen Versuch parieren konnte. In der Liga absolvierte Kepa bis zum 24. Spieltag alle Ligaspiele, wurde anschließend nach schwächeren Leistungen aber durch Willy Caballero ersetzt. Am 29. Spieltag kehrte er ins Tor zurück, ehe die Spielzeit aufgrund der COVID-19-Pandemie unterbrochen wurde. Auch als der Spielbetrieb nach über drei Monaten wieder aufgenommen wurde, blieb Kepa die Nummer 1 und absolvierte bis zum 37. Spieltag alle Spiele. Am 38. Spieltag, an dem es für den FC Chelsea um den Einzug in die Champions League ging, und im FA-Cup-Finale, das gegen den FC Arsenal verloren wurde, stand wieder Caballero im Tor. Kepa absolvierte somit 33 Ligaspiele und wehrte lediglich 54,5 Prozent der Schüsse auf sein Tor ab, was den bis dahin schlechtesten Wert der Premier-League-Geschichte bedeutete.
Zur Saison 2020/21 kehrte Kepa wieder vor Caballero in das Tor zurück. Nachdem er am 1. Spieltag beim 3:1-Sieg gegen Brighton & Hove Albion einen „nicht unhaltbaren Aufsetzer“ nicht hatte parieren können, verschuldete er am 2. Spieltag bei der 0:2-Niederlage gegen den FC Liverpool durch einen „dicken Patzer“ ein Gegentor. Vor dem 3. Spieltag verpflichtete der FC Chelsea mit Édouard Mendy von Stade Rennes einen weiteren Torhüter, woraufhin der Spanier seinen Platz im Tor wieder verlor. Kepa blieb hinter Mendy die „Nummer 2“ und musste diesen am 5. Spieltag aufgrund einer Verletzung vertreten. Beim 3:3-Unentschieden gegen den FC Southampton machte der 26-Jährige bei einem Gegentor erneut eine unglückliche Figur. Er stand die weitere Saison in jedem FA-Cup-Spiel im Tor und schaffte es mit nur einem Gegentor im ganzen Turnier ins Finale. Das Finale verlor man jedoch mit 0:1 gegen Leicester City. Zum Ende der Saison gewann er zum ersten Mal die Champions League, spielte jedoch nur ein Spiel in der Gruppenphase.

#### Rückkehr nach Spanien
Mitte August 2023 kehrte Kepa nach Spanien zurück und wechselte bis zum Ende der Saison 2023/24 auf Leihbasis zu Real Madrid. Dort sollte er den Stammtorhüter Thibaut Courtois ersetzen, der sich einige Tage zuvor einen Kreuzbandriss zugezogen hatte. Anfang noch „Nummer 1“ wurde Kepa im Laufe der Hinrunde von Andrij Lunin verdrängt. Er absolvierte 14 Ligaspiele und kam u. a. in vier Gruppenspielen der Champions League zum Einsatz. Real Madrid wurde spanischer Meister, spanischer Supercup-Sieger (ein Einsatz) und Champions-League-Sieger. Nach dem Saisonende verließ Kepa den Verein wieder.

#### Leihe nach Bournemouth
Im August 2024 wurde Kepa an den AFC Bournemouth verliehen.

#### Wechsel zum FC Arsenal
Im Sommer 2025 wechselte er zum FC Arsenal.

### In der Nationalmannschaft
Kepa wurde mit der spanischen U19-Nationalmannschaft bei der U19-Europameisterschaft 2012 in Estland U19-Europameister. Er kam dabei in vier Spielen zum Einsatz. Ab Februar 2013 war Kepa in der U21-Auswahl aktiv. Mit ihr nahm er an der U21-Europameisterschaft 2017 in Polen teil. Er kam in 4 von 5 Spielen zum Einsatz; lediglich im bedeutungslosen letzten Gruppenspiel erhielt Pau López den Vorzug. Im Finale musste sich die Mannschaft der deutschen Auswahl geschlagen geben. Insgesamt kam Kepa in knapp viereinhalb Jahren 22-mal für die U21 zum Einsatz.
Kepa debütierte am 11. November 2017 bei einem 5:0-Sieg gegen Costa Rica in der spanischen A-Nationalmannschaft. Im Sommer 2018 nahm er an der Weltmeisterschaft 2018 in Russland teil, wurde hinter David de Gea jedoch nicht eingesetzt.

## Titel

### Verein
International
- Champions-League-Sieger (2): 2021 (FC Chelsea), 2024 (Real Madrid)
- Europa-League-Sieger: 2019 (FC Chelsea)
- Klub-Weltmeister: 2021 (FC Chelsea)
- UEFA-Super-Cup-Sieger: 2021 (FC Chelsea)

Spanien
- Meister: 2024 (Real Madrid)
- Supercupsieger: 2024 (Real Madrid)

### Nationalmannschaft
- U19-Europameister: 2012

## Privates
Kepa ist seit 2023 mit dem spanischen Model Andrea Martínez verheiratet.